# مرضية بورمند
مرضية برومند (بالفارسية: مرضیه برومند) ممثلة وكاتبة سيناريو ومديرة مسلسلات وأفلام إيرانية. بدأت حياتها المهنية في السينما بعد المشاركة في فيلم الدائرة للمخرج داريوش مهرجوي . 

## الأعمال الفنية

### أفلام
- مدينة الفئران 2 - مخرجة ( فيلم عائلي )
- مدرسة الفئران - مخرجة (فيلم عائلي)
- تفاحة حواء الحمراء - ممثلة

### تلفاز
- حكايات تابتا - مديرة المسلسل التلفزيوني للأطفال
- حوريات الماء 2010 - مخرجة[2]

## روابط خارجية
- مرضية بورمند على موقع IMDb (الإنجليزية)
- مرضية بورمند على موقع قاعدة بيانات الأفلام العربية
- مرضية بورمند على موقع قاعدة بيانات الفيلم (الإنجليزية)